# مجلس المصارعة الحرة العالمي
مجلس المصارعة الحرة العالمي أو شركة كونسيخو مونديال دي لوتشا ليبري المحدودة (CMLL)، هي مؤسسة للمصارعة الحرة المحترفة مقرها مدينة مكسيكو. عرفت سابقًا باسم إمبريسا مكسيكانا دي لوتشا ليبري (مؤسسة المصارعة المكسيكية). تأسست في عام 1933، وهي أقدم مؤسسة مصارعة محترفة لا تزال قائمة حتى اليوم.
تقوم المؤسسة حاليًا بالترويج لـ 12 بطولة عالمية في مختلف فئات الوزن والتصنيفات، بالإضافة إلى ست بطولات على المستوى الوطني وست بطولات على المستوى الإقليمي. تُعتبر سلسلة العروض الخاصة بذكرى تأسيس المؤسسة أطول عرض رئيسي مستمر سنويًا، حيث بدأ في عام 1934، وكان عرض الذكرى الـ91 لـ المؤسسة هو الأحدث. كما تروج المؤسسة بانتظام لعدد من الأحداث الكبرى تحت أسماء مثل "تكريم الأسطورتين"، و"بلا رحمة"، و"بلا مخرج"، و"الجحيم في الحلبة" خلال العام.
بدأت المؤسسة بتنظيم عرضها الأسبوعي المنتظم "الجمعة العظيمة" منذ ثلاثينيات القرن الماضي. وقد قام المؤسس سلفادور لوتيروث بتمويل بناء حلبة كوليسيو في عام 1943، مما جعلها أول مبنى في المكسيك يُبنى خصيصًا للمصارعة المحترفة.